# Slaget vid Lutter am Barenberge
Slaget vid Lutter am Barenberge under Trettioåriga kriget började den 17 augusti (g.s.) eller den 27 augusti (n.s.) 1626 och slutade i ett stort nederlag för den 20 000 man starka protestantiska här, som i stort sett upplöstes efter slaget. Hären var en sammanslutning av tyska legosoldater och enkla danska regementen under ledning av kung Kristian IV av Danmark och general Folck. Den katolska ligans här leddes av Tilly, som hade ungefär 20 000 krigsvana soldater till sitt förfogande.

## Bakgrund
I juli 1626 inledde kung Kristian IV ett försök att utmanövrera Tillys trupper. Danskarna gjorde en framryckning mot Tilly, som belägrat den protestantiska staden Göttingen. Den 5 augusti (n.s.) intog Kristian IV Lutter am Barenberge där han stannade en vecka, innan han fortsatte mot Göttingen för dess undsättning. Därifrån tvingades de dra sig tillbaka till Lutter am Barenberge och Kristian IV fann sig tvungen att börja slåss. Den danska armén led av proviantbrist och stridsviljan hade till följd av detta minskat. Från att ha haft initiativet var danskarna jagade och det fanns risk för att soldaterna skulle råka i panik.

## Slaget
Båda styrkorna var uppställda med kavalleri på flanken och infanteri i mitten. Före slaget hade det danska krigsrådet vädjat till kungen att inte genomföra det, men kungen valde att inte lyssna på detta råd.[källa behövs]
På morgonen intog den danska armén fördelaktiga ställningar på en höjdsträckning, som var väl skyddad bakom en bäck och med besvärlig terräng vid sidorna. Striden inleddes med en artilleriduell, varefter Tilly anföll över bäcken. De anfallande trupperna trängdes tillbaka av danskarna. Därefter följde ett okontrollerat danskt förföljande av de flyende trupperna, vilket medförde att danskarna lämnade sina skyddade ställningar. Tilly lyckades samla sina trupper till en motattack, vilken pressade tillbaka danskarna till deras ursprungliga ställning. Där pågick alltjämt en strid mellan de danska och kejserliga trupperna och det uppstod stor förvirring. De danska ställningarna bröt fullständigt samman. Kung Kristian IV flydde från slaget med endast 80 ryttare vid sin sida.[källa behövs]
Vad som orsakade det danska nederlaget är svårt att bedöma då den katolska sidan inledde en intensiv propaganda direkt efter slaget. Protestanterna hävdade i försvar att kavalleriet dragit sig tillbaka vid ett olyckligt pass.

## Följder
Spillrorna av den danska armén drog sig snabbt tillbaka till Holstein medan Tilly besatte allt protestantiskt territorium fram till Elbe. De kejserliga trupperna under Wallensteins befäl besatte följande år Jylland.
Det Kristian IV eftersträvat med Danmarks engagemang i kriget låg efter slaget i ruiner. Vid en dansk seger hade den danska armén kunnat fortsätta enligt kungens plan med sikte på att besegra den katolska sidan. Hade detta skett hade det svenska ingripandet i Trettioåriga kriget inte getts något utrymme. Slaget vid Lutter am Barenberge är vid sidan av slagen vid Breitenfeld 1631 och Nördlingen 1634 ett av de mest betydelsefulla under kriget och förändrade Danmarks, Tysklands och Europas historia.